# Экопарковка

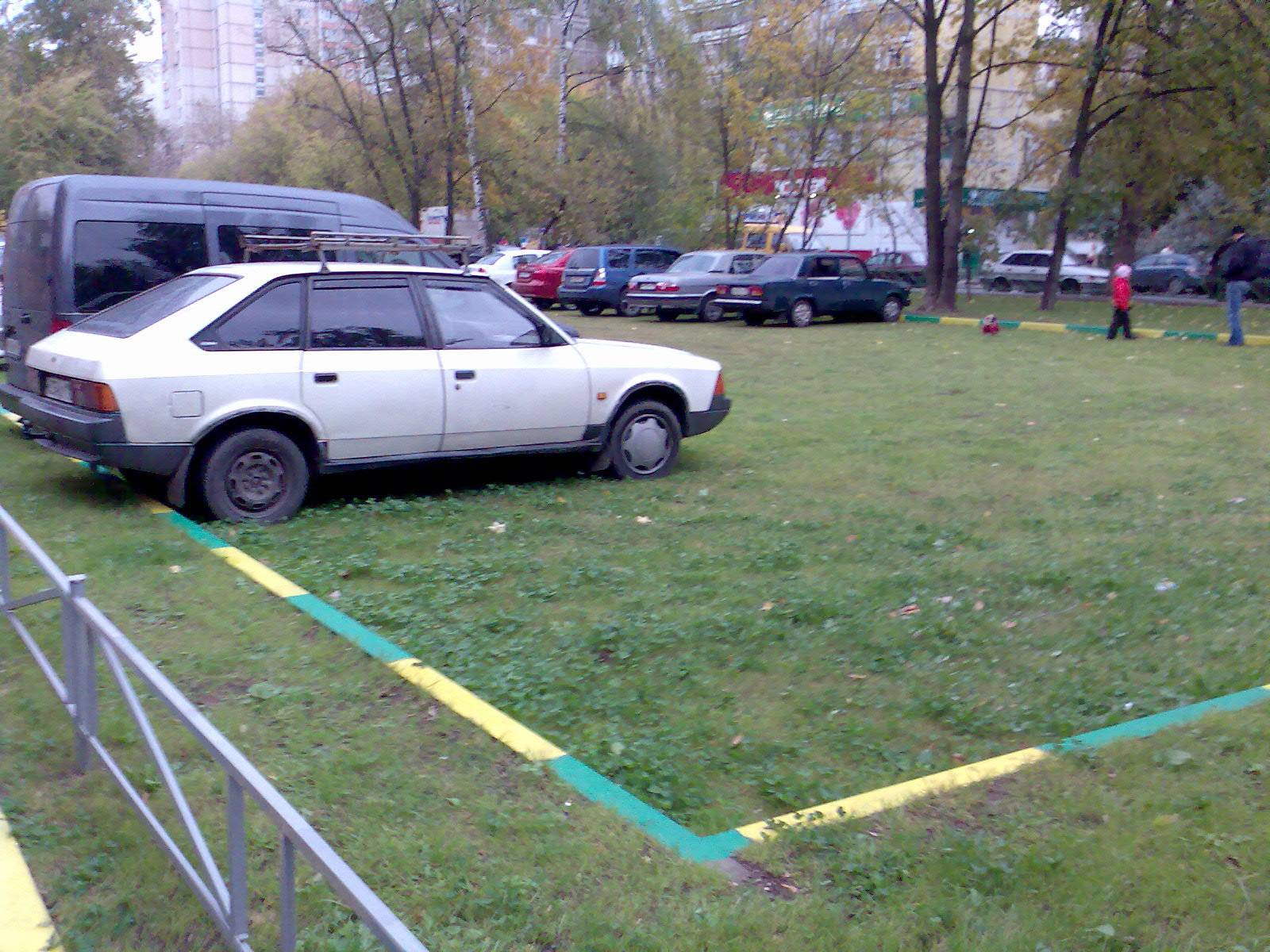
Экопарковка в Москве

Экопарковка (экологическая парковка) — территория для парковки транспортных средств, засеянная газонной травой и укрепленная газонной решёткой, которая предотвращает повреждение корневой системы растений автомобильными шинами, сохраняя эстетичный вид участка.
Экопарковка позволяет решить проблему с размещением автотранспорта и, одновременно, сохранить зелёный газон в отличном состоянии.

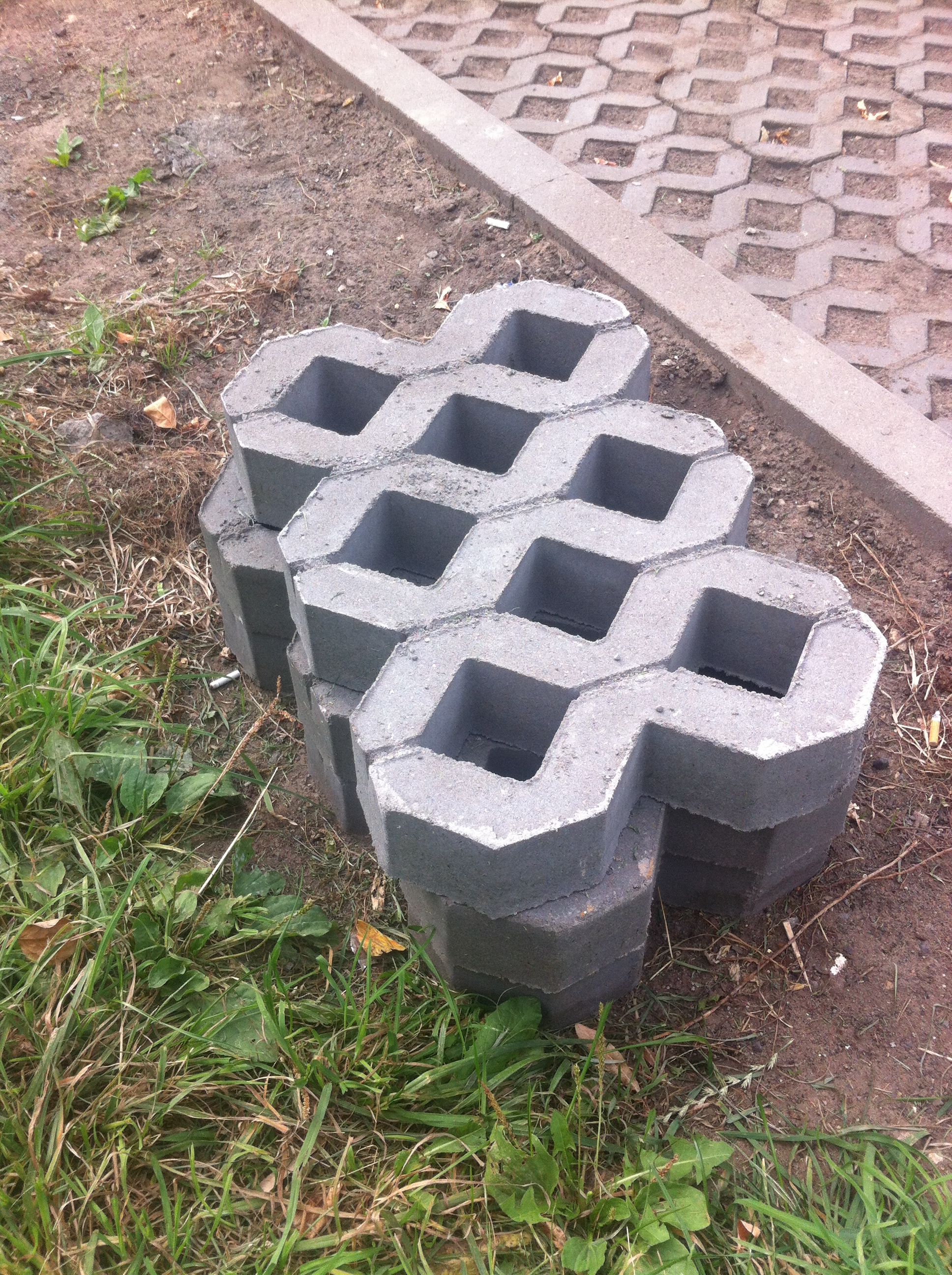
Бетонная плитка, из которой выкладывают эко-парковки

## Устройство
Для устройства экопарковки применяется специальная газонная решётка чёрного или зелёного цвета, сделанная из прочного морозостойкого пластика, или её аналог из бетона с более широкими стенками модулей. Решетка укладывается на подготовленный грунт, засыпается землей и засеивается газонной травой. После этого газон необходимо своевременно поливать и подстригать.

## Преимущества

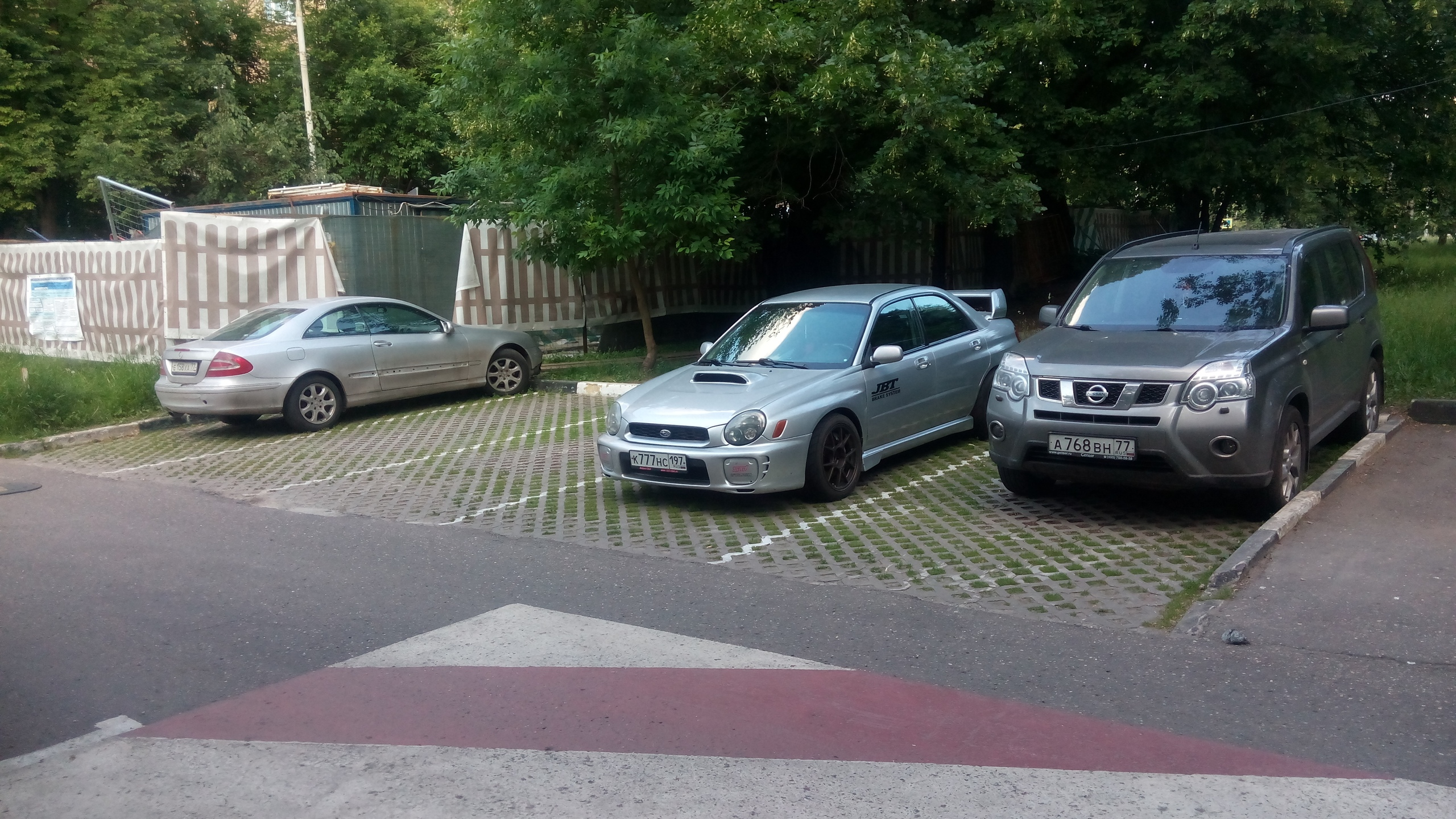
Экопарковка в одном из дворов Москвы

Каждый автомобиль, припаркованный на озелененной территории, уничтожает около 15 м² травяного покрова, стоимость реставрации которого достаточно существенна. При этом полностью газон восстанавливается лишь через 2-5 лет.
Использование газонной решётки для армирования газона предотвращает появление на нём следов от автомобильных шин. Кроме того, с помощью грамотно устроенной экопарковки можно укрепить грунт на автостоянках для легкового и грузового транспорта, подъездных дорогах к гаражам, к спортивным и оздоровительным учреждениям, местам культурного отдыха.
В отличие от парковок, расположенных вдоль автодорог, которые могут значительно снижать пропускную способность магистралей, экопарковки, устроенные в зеленых зонах, не мешают движению.

## Недостатки
- При заезде машин на полимерную газонную решётку может происходить обрезание примявшихся ростков об края ячеек решётки
- Постоянную стоянку на таком газоне делать нельзя, машину нужно переставлять каждые 2-3 дня. Также необходимо обеспечивать хотя бы периодический доступ к солнцу, иначе весь газон будет пожухлого цвета
- Ядовитые технические жидкости автомобиля, неизбежно попадающие в почву, будут отравлять землю, убивая всё растущее. А очистка земли в ячейках сложна (требует демонтажа минимум одной плиты)
- Без специально подготовленной основы из геотекстиля, т.е. при нарушении технологии укладки, через небольшое время эксплуатации модули газонной решетки могут проседать
- Создание экопарковок афишируемое в СМИ, тем не менее, полностью не решает[уточнить] проблемы парковок. Экопарковка не может[почему?] служить повсеместной заменой традиционных газонов.